# Rajd Arktyczny 1975
Rajd Arktyczny 1975 (10. Marlboro Arctic Rally) – 10 edycja rajdu samochodowego Rajd Arktyczny rozgrywanego w Finlandii. Rozgrywany był od 31 stycznia do 2 lutego 1975 roku. Była to druga runda Rajdowych Mistrzostw Europy w roku 1975 (rajd miał najwyższy współczynnik - 4) oraz pierwsza runda Rajdowych Mistrzostw Finlandii.

## Klasyfikacja rajdu
| Miejsce                      | Kierowca                     | Pilot                        | Samochód                     | Czas                         | Strata                       |                              |
| Klasyfikacja generalna i ERC | Klasyfikacja generalna i ERC | Klasyfikacja generalna i ERC | Klasyfikacja generalna i ERC | Klasyfikacja generalna i ERC | Klasyfikacja generalna i ERC | Klasyfikacja generalna i ERC |
| ---------------------------- | ---------------------------- | ---------------------------- | ---------------------------- | ---------------------------- | ---------------------------- | ---------------------------- |
| 1.                           | Simo Lampinen                | Juhani Markkanen             | Saab 96 V4                   | 7:35:53                      | 0.0                          |                              |
| 2.                           | Stig Blomqvist               | Hans Sylvan                  | Saab 96 V4                   | 7:38:40                      | +2:47                        |                              |
| 3.                           | Jari Vilkas                  | Juhani Soini                 | Saab 96 V4                   | 8:00:56                      | +25:03                       |                              |
| 4.                           | Kyösti Hämäläinen            | Matti Alamaula               | Sunbeam Avenger              | 8:12:21                      | +36:28                       |                              |
| 5.                           | Pentti Airikkala             | Heikki Haaksiala             | Vauxhall Magnum              | 8:24:27                      | +48:34                       |                              |
| 6.                           | Heikki Vilkman               | Matti Kataja                 | Saab 96 V4                   | 8:26:04                      | +50:11                       |                              |
| 7.                           | Hannu Mikkola                | Jean Todt                    | Fiat 124 Abarth Rallye       | 8:32:08                      | +56:15                       |                              |
| 8.                           | John Haugland                | Arild Antonsen               | Škoda 120                    | 8:44:24                      | +1:08:31                     |                              |
| 9.                           | Esko Nuuttila                | Matti Olkku                  | Vauxhall Magnum              | 8:46:24                      | +1:10:31                     |                              |
| 10.                          | Kauko Mäkelä                 | Pentti Kuukkala              | Peugeot 304 S                | 8:47:51                      | +1:11:58                     |                              |